# Stenellipsis goephanoides
Stenellipsis goephanoides es una especie de escarabajo longicornio del género Stenellipsis, tribu Acanthocinini, subfamilia Lamiinae. Fue descrita científicamente por Breuning en 1963.
La especie se mantiene activa durante los meses de enero y diciembre.

## Descripción
Mide 4 milímetros de longitud.

## Distribución
Se distribuye por Australia.